# Favor debitoris (principio generale)
L'espressione favor debitoris sta a indicare un asserito sbilanciamento dell'ordinamento giuridico a tutela del debitore che costituirebbe principio generale del diritto civile.

## Origine storica
Nato intorno alla fine del 1700, quando la legislazione rivoluzionaria francese volle iniziare a proteggere la classe sociale popolare, oppressa dai debiti. In questo disegno si inseriva pure una legge del 1793, che abolì in Francia l'arresto personale per debiti.
Nel Codice Napoleonico, a tale principio si ispirarono varie norme, soprattutto quelle in materia di credito ipotecario, che consentivano ad ogni cittadino di iscrivere ipoteca su sé stesso a fini di finanziamento.
Lo scopo indirettamente perseguito era però quello di tutelare non tanto i piccoli contadini e il popolino, bensì le nuove classi sociali emergenti dalla media borghesia, cioè quei mercanti che impegnavano il proprio capitale non solo per acquistare i beni tolti alla chiesa ed all'aristocrazia, ma anche per incrementare la produzione e gli scambi.
 Nella codificazione italiana dell'Ottocento, si evidenziava una distinzione tra disciplina civilistica (che ad esempio prevedeva il principio nominalistico, i soli interessi legali per il danno da mora nel pagamento dei debiti pecuniari, ecc.) e la disciplina del commercio (dove al contrario era assecondata una politica ispirata al favor creditoris, cioè di favore per i commercianti e gli imprenditori, artefici del fenomeno di accumulazione capitalistica).

## Normativa attuale
Dalla Relazione al Codice civile del 1942 emerge chiaramente l'idea secondo cui il rapporto fra debitori e creditori deve essere un rapporto paritario, sostanzialmente neutro nei confronti sia degli uni che degli altri.
Tendenzialmente, il Codice civile non dà rilievo particolare alla situazione economica e sociale del debitore né del creditore (salvo ipotesi eccezionali), e ripudia il principio del favor debitoris, collocandolo alla stregua di un "antico pregiudizio", dando invece spazio alle regole macroeconomiche di politica monetaria e fiscale.
La giurisprudenza, addirittura capovolgendo l'impianto ottocentesco, individua nella prassi i creditori deboli nei confronti dei debitori forti (quelli che beneficiano del fenomeno inflativo e svalutativo, delle clausole protettive dell'erosione del potere di acquisto della moneta, nonché della distribuzione di alcuni oneri sociali su tutta la collettività) ed individua alcune norme che ancora darebbero rilievo al principio del favor debitoris.

## Le argomentazioni
Per lungo tempo ci si è chiesti se, nonostante la sostanziale apparenza neutra del codice, non esista invece un principio generale di Favor Debitoris. Per l'avvaloramento di questa tesi si è fatto ricorso ad una moltitudine di esempi pratici, come la teoria dell'inesigibilità della prestazione in caso di impossibilità che mitiga un rigidissimo art. 1218, le norme sulla rescissione in materia di lesione generale o stato di bisogno, la riduzione della clausola penale manifestatamente iniqua e ancora il divieto di patto commissorio nonché l'estesa e specifica normativa del Codice del Consumo.

## L'articolo 1224 del Codice civile
È la norma cardine in tema di inadempimento delle obbligazioni pecuniarie: la Cassazione ha dato dell'art. 1224 un'interpretazione più favorevole per il debitore, affermando che:
- le obbligazioni pecuniarie producono automaticamente interessi moratori, per il principio della «naturale fecondità del denaro», ma il creditore non può chiedere al debitore inadempiente sia gli interessi moratori che il tasso di svalutazione (in caso contrario, il creditore realizzerebbe un ingiustificato arricchimento).

## Gli articoli 1370, 1371 e 1469-quaterdel Codice civile
Queste tre norme, per la dottrina, ribadiscono il principio della cd. interpretatio contra stipulatorem, e dunque del Favor Debitoris, rispettivamente per i contratti di massa, per i contratti a titolo gratuito e per i contratti del consumatore, dove il predisponente (o il dante causa o il professionista) gode di una maggiore forza contrattuale della quale, però, non può approfittarne a discapito dell'altro contraente.

## In conclusione
Come suddetto non si deve però ritenere che la parte del debitore sia sempre la più debole economicamente, egli può essere ad esempio persona assai più facoltosa dell'eventuale creditore; nel caso specifico il codice evita di intromettersi negli accordi fra privati (escluse le situazioni di manifesto squilibrio vd. rescissione). Si può quindi affermare che il Favor Debitoris non è stato utilizzato come principio generale dal nostro legislatore durante la stesura del codice, ma non negare che in alcuni specifici casi influenzi la redazione delle varie disposizioni.